# Heliconia rodriguensis
Heliconia rodriguensis är en enhjärtbladig växtart som beskrevs av Leandro Aristeguieta. Heliconia rodriguensis ingår i släktet Heliconia och familjen Heliconiaceae. Inga underarter finns listade.